# Зденек Поспех
Зденек Поспех (чеськ. Zdeněk Pospěch, нар. 14 грудня 1978, Опава) — чеський футболіст, фланговий захисник клубу «Опава» та національної збірної Чехії.
Дворазовий чемпіон Чехії. Триразовий володар Кубка Чехії. Дворазовий чемпіон Данії. Володар Кубка Данії. 

## Клубна кар'єра
Вихованець юнацьких команд футбольних клубів «Килешовіце» та «Опава».
У дорослому футболі дебютував 1996 року виступами за команду клубу «Опава». На регулярній основі потрапляти до основного складу опавської команди почав лише 1999 року, до цього набував ігрової практики, граючи на умовах оренди в командах клубів «Дукла» (Граніце), «Тржинець» та «Нова Гуть» (Острава).
Своєю грою за «Опаву» привернув увагу представників тренерського штабу клубу «Банік», до складу якого приєднався 2001 року. Відіграв за команду з Острави наступні чотири сезони своєї ігрової кар'єри. Більшість часу, проведеного у складі «Баніка», був основним гравцем захисту команди, вигравав разом з командою чемпіонат Чехії та кубок країни.
Протягом 2005—2008 років захищав кольори празької «Спарти», з якою здобув ще один титул чемпіона Чехії та два титули володаря національного кубка.
На початку 2008 року переїхав до Данії, уклавши контракт з місцевим «Копенгагеном». Відіграв за команду цього клубу 3,5 сезони, протягом яких двічі ставав чемпіоном Данії, виборював кубок цієї країни.
До складу німецького «Майнц 05» досвідчений захисник приєднався влітку 2011 року. Наразі встиг відіграти за клуб з Майнца 16 матчів в національному чемпіонаті.

## Виступи за збірну
2005 року дебютував в офіційних матчах у складі національної збірної Чехії. Наразі провів у формі головної команди країни 31 матч, забивши 2 голи. У складі збірної був учасником чемпіонату Європи 2008 року в Австрії та Швейцарії.

## Титули і досягнення
- Чемпіон Чехії (2):

«Банік»:  2003–04
«Спарта» (Прага):  2006–07
- Володар Кубка Чехії (3):

«Банік»:  2004–05
«Спарта» (Прага):  2005–06, 2006–07
- Чемпіон Данії (3):

«Копенгаген»:  2008–09, 2009–10, 2010–11
- Володар Кубка Данії (1):

«Копенгаген»:  2008–09